# Binsenrallen
Die Binsenrallen (Heliornithidae), auch Binsenhühner genannt, sind eine pantropisch verbreitete Familie in der Ordnung der Kranichvögel (Gruiformes). Die wenig erforschte Familie besteht aus drei Gattungen mit je einer Art. Alle Arten sind etwa entengroß und leben vorwiegend aquatisch entlang unzugänglicher, dicht bewachsener Gewässer.

## Merkmale

### Körperbau
Der Körperbau der drei Arten ist stark an eine vorwiegend aquatische Lebensweise angepasst. Die Körperlänge reicht von 26 cm im Falle der weiblichen Zwergbinsenralle bis zu 59 cm im Fall der männlichen Afrikanischen Binsenralle. Binsenrallen weisen einen langen Hals und einen schlanken, stromlinienförmigen Körper auf, der Schnabel erreicht etwa Kopflänge, ist nur unmerklich nach unten gebogen und endet in einer Spitze. Die Zehen tragen anders als bei vielen anderen Wasservögeln keine Schwimmhäute, sondern Schwimmlappen und sind mit scharfen Krallen versehen. Die Steuerfedern aller Binsenrallen sind aufgefächert und scheinen eine Platte zu bilden. Die Afrikanische Binsenralle weist eine weitere Besonderheit auf: Sie besitzt eine Kralle am Flügel, die am ersten Finger ansetzt und 12 bis 18 mm Länge erreicht. Diese Kralle erleichtert das Klettern im Geäst.
Binsenrallen zeigen einen je nach Art, Unterart und Geschlecht teils deutlichen Unterschied hinsichtlich des Gewichtes. Beispielsweise wiegen Afrikanische Binsenrallen aus Südafrika zweimal so viel wie Tiere derselben Art, die aus dem westlichen Afrika stammen. Zudem wiegen Männchen bis zu 25 % mehr als die Weibchen. Maskenbinsenrallen und Zwergbinsenrallen weisen ebenfalls Gewichtsunterschiede zwischen den Geschlechtern auf, die jedoch nicht so deutlich ausfallen wie bei der Afrikanischen Binsenralle.

### Färbung und Gefieder

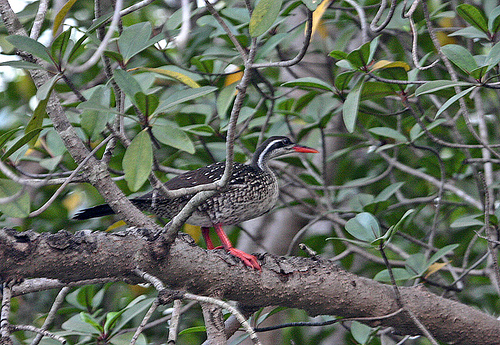
Afrikanische Binsenralle

Das Gefieder der Binsenrallen ist bei allen Arten an Hals und Nacken sowie auf den Flügeln und dem Rücken braun oder graubraun, Brust und Bauch sind stets hell ockerfarben oder weiß gefärbt. Alle drei Arten der Binsenrallen weisen als charakteristisches Merkmal einen weißen Streifen entlang des Halses auf, der hinter oder unter dem Auge ansetzt und seitlich entlang des Halses bis auf den Nacken verläuft. Der Kopf ist stets dunkler gefärbt als der Rest des Körpers, einige Unterarten der Afrikanischen Binsenralle, die Zwergbinsenralle sowie die weibliche Maskenbinsenralle zeigen jedoch einen weißen Kehlfleck beziehungsweise einen weißen Vorderhals. Als einzige Binsenralle weist die Afrikanische Binsenralle am Hals sowie auf den Armdecken weiße Punkte auf, Flanken und Brust sind mit braunen Querbändern versehen. Die Steuerfedern sind bei jeder der drei Arten dunkelbraun bis schwarz gefärbt. Lediglich eine Unterart der Afrikanischen Binsenralle (ssp. camerunensis) weicht von dieser Färbung ab, sie ist bis auf Bürzel und Bauch gänzlich schwarz gefärbt. Die Schnäbel sind leuchtend gefärbt. Alle Binsenrallen zeigen einen teils deutlichen Geschlechtsdimorphismus hinsichtlich der Befiederung. Männchen der Afrikanischen und der Maskenbinsenralle sind generell dunkler gefärbt als weibliche Tiere, die Männchen haben stets deutlich stärker gefärbte Kehlen und Hälse, oft fehlt ihnen der weiße Kehlfleck. Weibliche Zwergbinsenrallen haben zwar einen weißen Vorderhals, jedoch einen rötlichbraunen, breiten Streifen seitlich am Kopf. Der Schnabel der Afrikanischen Binsenralle ist leuchtend rot, der der Maskenbinseralle leuchtend gelb und der der Zwergbinsenralle zweifarbig. Weibchen dieser Art haben einen roten oder orangen Oberschnabel und einen gelbgrünen Unterschnabel, bei Männchen ist der Oberschnabel grauschwarz gefärbt.
Die Afrikanische Binsenralle zeigt leuchtend orange oder lachsfarbene Beine mit gelben Krallen an den Zehen, die Maskenbinsenralle grünliche Beine und die Beine der Zwergbinsenralle weisen eine auffällige schwarz und gelbe Ringelung auf.
Zur Brutzeit zeigen Männchen der Afrikanischen Binsenralle eine leicht graue Befiederung an der außerhalb der Brutzeit weißen Kehle, dem oberen Brustbereich sowie am Nacken. Weibliche Zwergbinsenrallen entwickeln zur Brutzeit einen scharlachroten Oberschnabel, die braunen Federn über dem Auge färben sich rot und Federn an Nacken sowie seitlichem Hals verfärben sich zimtfarben.
Die Steuerfedern der Afrikanischen Binsenralle sind stark versteift, die der anderen beiden Arten zeigen nur eine geringfügige Versteifung.

### Bewegung

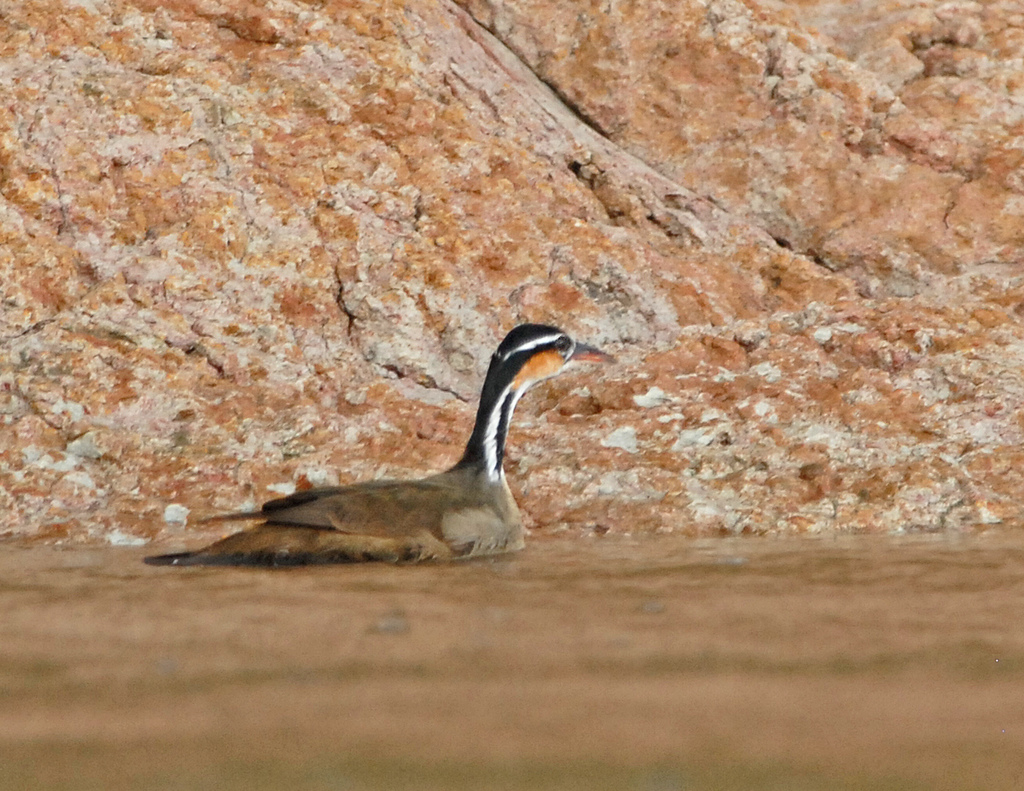
Zwergbinsenralle, Weibchen

Die mit Schwimmlappen versehenen Zehen erlauben den Binsenrallen schnelles Schwimmen, gleichzeitig behindern sie die Vögel beim Laufen an Land nicht. Dort tragen Binsenrallen den Körper leicht aufrecht und können rennend beachtliche Geschwindigkeiten erreichen. Durch die starken Krallen ist es den Vögeln zudem möglich, sich im Geäst von Bäumen zu bewegen.
Während des Schwimmens bewegen sich Hals und Kopf stark nickend vor und zurück, ähnlich wie bei Schlangenhalsvögeln. Binsenrallen sind zudem in der Lage, ihren Körper sehr tief im Wasser zu halten, gelegentlich ragen nur Hals und Kopf über die Wasseroberfläche. Zwar sind Binsenrallen zum Tauchen in der Lage, allerdings machen sie von dieser Fähigkeit nur selten Gebrauch. Ebenso fliegen die Vögel nur selten, obwohl sie gute Flieger und in der Lage sind, auch lange Strecken zurückzulegen. Der Flug ähnelt mit schnellen Flügelschlag dem von Entenvögeln. Zum Auffliegen benötigen die Tiere eine Anlaufstrecke auf dem Wasser und laufen ähnlich wie andere Wasservögel zunächst mit klatschendem Flügelschlag über die Wasseroberfläche, bevor sie sich in die Luft erheben. Auch zur Landung wird Wasser bevorzugt, nur sehr selten landen die Vögel direkt im Geäst von Bäumen.

### Stimme
Binsenrallen sind zu einer Vielzahl verschiedener Lautäußerungen in der Lage, setzen diese jedoch nur verhältnismäßig selten ein. Die Afrikanische Binsenralle äußerst vor allem während der Brutsaison ein dumpfes, tiefes Brummen, es sind jedoch auch schnell hintereinander ausgestoßene, raue Krächzer, Bellen und ein schwätzender Ruf bekannt. Der von der Maskenbinsenralle bekannte Ruf ist ein blubberndes Gurgeln. Die Zwergbinsenralle stößt einen weithin hörbaren, wie „iiijooo, iijoo, iijooo-iijaaa, iijaa“ klingenden Territorialruf aus. In Bedrängnis geratene Binsenrallen geben gelegentlich quäkende und knurrende Laute von sich.

## Verbreitung und Lebensraum

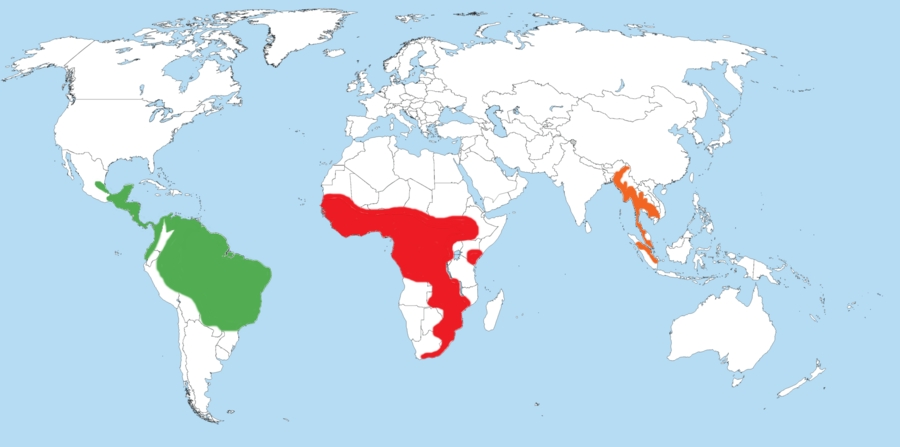
Verbreitung der Binsenrallen:
Zwergbinsenralle: grün;
Afrikanische Binsenralle: rot;
Maskenbinsenralle: orange

Die Binsenrallen sind eine pantropisch verbreitete Familie. In ihrem Verbreitungsgebiet bewohnen sie stets größere Gewässer, meist Flussläufe, die am Ufer dicht bewachsen und unzugänglich sein müssen. Es werden sowohl Gewässer nahe der Mündung ins Meer besiedelt, als auch große Feuchtgebiete und Gewässer in bis zu 2000 Metern Höhe. Besiedelt wird stets nur der stark bewachsene Ufersaum der Gewässer. Wo vorhanden, werden bevorzugt dicht bewachsene, große Feuchtgebiete wie Mangrovenwälder besiedelt.

## Lebensweise

### Territorium und Zugverhalten
Als Einzelgänger verteidigen alle Binsenrallen außerhalb der Brutzeit ganzjährig Territorien, die in der Regel aus einem mehrere hundert Meter langen Abschnitt eines Gewässers bestehen.
Alle Binsenrallen sind weitgehend standorttreu und verlassen ihr Revier nicht. Jedoch scheinen stets einige Individuen, vermutlich vor allem Jungvögel, auch längere Strecken zurückzulegen, um geeignete und von Artgenossen unbesetzte Gebiete zu finden. Gelegentlich tauchen so Zwergbinsenrallen auf Trinidad und Maskenbinsenrallen im Westen Javas auf, wo sie nicht brüten.

### Aktivität und Komfortverhalten
Die größte Aktivität zeigen Binsenrallen am frühen Morgen und gegen Abend. Die Zeit zwischen circa 9:00 Uhr und 16:00 Uhr verbringen die Tiere ruhend auf dem Wasser treibend oder auf einem über das Wasser ragenden Ast sitzend. Zum Schlafen begeben sich Binsenrallen meist kletternd auf höher gelegene Äste in unmittelbarer Nähe von oder über dem Wasser.
Das bekannte Komfortverhalten besteht aus Abspreizen eines Beines sowie eines Flügels, Aufplustern des Gefieders und dem Baden in Wasser.

### Soziales und antagonistisches Verhalten

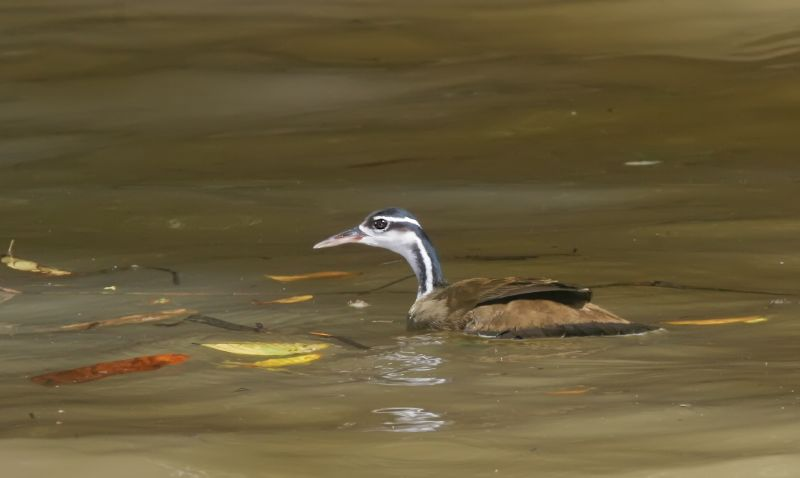
Zwergbinsenralle, Männchen

Binsenrallen sind außerhalb der Brutzeit strikte Einzelgänger, die im verteidigten Territorium kein anderes Individuum dulden. Lediglich während der Brutsaison werden Paare und eventuell vorhandene Jungvögel gemeinsam angetroffen. Dringen Individuen benachbarter Territorien ein, so werden diese vom das Gebiet besetzenden Tier augenblicklich angegriffen und mit Flügelschlägen und Schnabelhieben vertrieben.
Fühlen sich Binsenrallen durch Prädatoren bedroht, so fliehen sie stets in die dichte Ufervegetation und verbergen sich dort, indem sie Sichtschutz hinter Ästen und niedriger Vegetation suchen und regungslos verharren. Gelegentlich tauchen Binsenrallen, um Prädatoren zu entkommen und verbergen sich dann zwischen schwimmender Vegetation, indem sie nur den Kopf aus dem Wasser heben. Selten und nur bei unmittelbarer Gefahr fliehen Binsenrallen fliegend. Generell sind Binsenrallen äußerst vorsichtige Tiere, die sich bei Auftreten ihnen nicht vertrauter Geräusche und Vorgänge sofort zurückziehen und regungslos verharren.

### Ernährung
Die Nahrung der Binsenrallen besteht vorwiegend aus Insekten und Schnecken, die die Vögel in der Ufervegetation und zwischen treibenden Pflanzen suchen oder direkt von der Wasseroberfläche absammeln. Dicht über der Wasseroberfläche fliegende Insekten werden oft mit einem schnellen Aufflattern vom Wasser gefangen. Gelegentlich werden auch größere Tiere wie Frösche gefressen, ebenfalls werden kleine Fische erbeutet, wenn sich die Gelegenheit bietet. Zu einem geringen Anteil nehmen Binsenrallen auch pflanzliche Nahrung auf, diese besteht vor allem aus Sämereien und Blättern. Nur sehr selten erbeuten Binsenrallen Nahrung, indem sie für kurze Zeit tauchen.

## Fortpflanzung
Binsenrallen brüten während oder kurz nach dem Wasserhöchststand in der Regenzeit. Dieser Zeitraum fällt im Falle der im südlichen Afrika lebenden Afrikanischen Binsenrallen etwa in die Monate September bis Dezember, die Vögel im östlichen Afrika hingegen nisten in den Monaten März bis Juni. Kurz vor Beginn der Brutsaison findet die Mauser ins Prachtgefieder statt, zudem entwickeln männliche Maskenbinsenrallen in dieser Zeit einen Höcker am Schnabelansatz.

### Paarbildung
Über das Balzverhalten der Binsenrallen ist nur wenig bekannt. Männliche Afrikanische Binsenrallen balzen, indem sie wiederholt aus einem Versteck am Ufer herausschwimmen und die Flügel abwechselnd in die Luft strecken. Das Weibchen beobachtet das Schauspiel vom Ufer aus, gibt gelegentlich einen schnappenden Laut von sich und geleitet das Männchen nach einiger Zeit zurück ans Ufer, wo das Ritual erneut beginnt. Beim Balzritual der Zwergbinsenralle umschwimmen sich die Partner in entgegengesetzten Kreisen, dabei werden Hals und Kopf flach über dem Wasser gehalten und die Flügel leicht angehoben.

### Nestbau und Neststandort
Nester der Binsenrallen sind wannenförmig und bestehen aus unordentlich zusammengesteckten Zweigen und Wasserpflanzen. Zum Auskleiden werden abgestorbene Blätter genutzt. Das Nest wird von Männchen und Weibchen gemeinsam angelegt.
Der Neststandort ist meist ein stabiler Ast, der über das Wasser ragt, gelegentlich werden Nester auch in dichter Ufervegetation gebaut. Wenn das Hochwasser entwurzelte Bäume oder viel Geäst mitgeführt hat, welches sich am Ufer verfangen hat, so wird ein Nest oftmals dort angelegt.

### Gelege und Brut
Gelege der Afrikanischen- und der Zwergbinsenralle bestehen aus meist zwei, seltener drei Eiern, die Maskenbinsenralle hingegen legt fünf bis sieben Eier.
Sowohl Männchen als auch Weibchen bebrüten das Gelege. Männchen der Zwergbinsenralle sitzen vom späten Vormittag bis zum späten Nachmittag auf dem Gelege und werden dann vom Weibchen abgelöst, Männchen der beiden anderen Arten brüten deutlich seltener und kürzer.
Die Jungvögel von Binsenrallen schlüpfen nach einer äußerst kurzen Brutdauer, die im Falle der Zwergbinsenralle nur zehn bis elf Tage und bei der Afrikanischen Binsenralle nur wenig mehr als zwölf Tage dauert. Jungvögel von Afrikanischer- und Maskenbinsenralle sind Nestflüchter und verlassen das Nest spätestens einen Tag nach dem Schlupf. Junge Zwergbinsenrallen hingegen sind ausgeprägte Nesthocker, zunächst völlig nackt, mit kurzem, kaum ausgebildetem Schnabel und noch schwach entwickelten Beinen. Bemerkenswert ist die Fähigkeit der männlichen Zwergbinsenralle, die Jungvögel mittels einer Hauttasche unter jedem Flügel auch während des Fluges zu transportieren. Die Tasche wird durch eine Hautfalte gebildet, die am Flügelansatz sitzt und wird durch die umliegenden Federn abgeschlossen. Die Zwergbinsenralle ist der einzige Vogel, von dem diese Fähigkeit bekannt ist, keine andere Vogelart ist zu einem derartigen Transport der Jungvögel in der Lage.

## Systematik
Die Binsenrallen gehören zu den am wenigsten erforschten Vögeln, weshalb ihre Stellung innerhalb der Systematik nicht abschließend geklärt und Gegenstand wissenschaftlicher Diskussion ist.
Traditionell werden die Binsenrallen aufgrund von vergleichenden Studien an Muskeln und Skelett sowie phylogenetischen Studien zu den Kranichvögeln gestellt, ihre genaue Stellung innerhalb dieser Ordnung ist jedoch umstritten. In der Vergangenheit wurden die Binsenrallen mitunter als Schwestertaxon des Rallenkranich angesehen und zeitweise wurde der Rallenkranich in die Familie der Binsenrallen eingeordnet. Aktuell jedoch werden die Rallen aufgrund phylogenetischer Studien als nächste Verwandte der Binsenrallen angesehen.
Die drei Arten werden in jeweils eigene Gattungen gestellt. Da Maskenbinsenralle und Afrikanische Binsenralle sich bezüglich Anatomie und Verhalten teils recht deutlich von der Zwergbinsenralle unterscheiden, wurde vorgeschlagen, die Binsenrallen in die Unterfamilien Podicinae (Afrikanische und Maskenbinsenralle) sowie Heliornithinae (Zwergbinsenralle) zu unterteilen, diese Ansicht setzte sich jedoch nicht durch.
- Gattung Podica Lesson, 1831
  - Afrikanische Binsenralle (P. senegalensis (Vieillot, 1817))
- Gattung Heliopais Sharpe, 1893
  - Maskenbinsenralle (H. personatus (G. R. Gray, 1849))
- Gattung Heliornis Bonnaterre, 1790
  - Zwergbinsenralle (H. fulica (Boddaert, 1783))

## Binsenrallen und Mensch
Weil die Habitate aller drei Arten von Menschen als lebensfeindlich angesehen werden und kaum besiedelt sind, kommen die Vögel nur selten in Kontakt mit Menschen. Hinzu kommt ihre hohe Fluchtdistanz und das unauffällige Verhalten. Binsenrallen spielen keine größere Rolle als Jagdbeute der einheimischen Bevölkerung und werden nur als Zufallsbeute angesehen, die allerdings als schmackhaft gilt. Durch ihre vorwiegend aus Invertebraten bestehende Ernährung werden die Vögel von der Bevölkerung nirgendwo als Konkurrenz angesehen und daher nicht gezielt verfolgt.
In Zoos werden gegenwärtig keine Binsenrallen gehalten.
Der Name Heliornithidae leitet sich vom griechischen Helios (Sonne) und Ornis (Vogel) ab. Der Grund, weshalb die Binsenrallen als trotz ihrer versteckten Lebensweise als Sonnenvögel bezeichnet werden, ist unklar.

## Gefährdung
Obwohl Binsenrallen in abgelegenen und nur äußerst dünn besiedelten Regionen leben, werden sie langfristig unter dem Schwund ihres Lebensraumes leiden. Tropische Feuchtgebiete werden von immer mehr Menschen besiedelt und trockengelegt, Mangrovenwälder gerodet. Eine weitere Gefahr besteht in der zunehmenden Verunreinigung der Gewässer. Auch ein Ausbau von Gewässern zu Wasserstraßen stellt eine Gefährdung dar, da für die Vögel vor allem eine dichte Ufervegetation wichtig ist.
Im gesamten Verbreitungsgebiet kommen Binsenrallen nur in geringen Bestandsdichten vor. Dieser Umstand macht sie empfindlich gegenüber der zunehmenden Zerstückelung von Lebensräumen, die kleine Splitterpopulationen mit jeweils wenigen Individuen entstehen lässt, die in der Folge unter genetischer Verarmung leiden können.
BirdLife International führt die Maskenbinsenralle aufgrund der in den letzten Jahren zunehmenden Zerstörung des Lebensraumes und der damit einhergehenden Bestandsabnahme als gefährdet, die Population wird auf weniger als 10.000 verbleibende Tiere geschätzt, Tendenz abnehmend. Afrikanische und Zwergbinsenralle werden gegenwärtig als nicht gefährdet geführt, jedoch werden auch die Habitate dieser Arten zunehmend zerstört.